# Henry Poole - Lassù qualcuno ti ama
Henry Poole - Lassù qualcuno ti ama (Henry Poole Is Here) è un film del 2008 diretto da Mark Pellington ed interpretato da Luke Wilson.
Il film è stato distribuito in Italia dalla Sony Pictures direttamente in DVD.

## Trama
A Henry Poole restano poche settimane di vita, così decide di lasciare il suo lavoro e la sua fidanzata per trasferirsi in periferia, nel suo quartiere natale, dove può trascorrere i suoi ultimi giorni di vita.
Nella sua casa capita l'impensabile perché dovrà fare i conti con una macchia che appare sulla sua casa in cui una sua vicina ispanica riconosce il volto di Gesù. Ben presto la voce si sparge nel quartiere, facendo gridare al miracolo e trasformando la casa di Henry in un luogo di culto e pellegrinaggio, ponendo per sempre fine alla sua sperata quiete.
Questo evento e i ricordi della sua infanzia e un'altra sua vicina madre di una bambina che non parla, a causa di un trauma, gli fanno scoprire una nuova versione di certi avvenimenti.
Henry aspetta la morte e lascia ricordi di sé e la scritta "Henry Poole was here".
Per Henry cambierà tutto. La scritta "Henry Poole was here" diventerà "Henry Poole is here".